# Ha a segged van a fejed helyén
A Ha a segged van a fejed helyén (How to Eat with Your Butt) a South Park című amerikai animációs sorozat 75. része (az 5. évad 10. epizódja). Elsőként 2001. november 14-én sugározták az Egyesült Államokban.
Az epizódban Eric Cartman egyik legújabb tréfája, melyet az iskolai fotózáson követ el, nem várt következményekkel jár. 

## Cselekmény
|  | Alább a cselekmény részletei következnek! |

Az epizód elején a gyerekek iskolai fotózáson vesznek részt; Stan Marsh és Kyle Broflovski először látható jellegzetes sapkája nélkül, Cartman javaslatára pedig Kenny McCormick fordítva veszi fel a kapucniját, így a meztelen hátsója kerül a feje helyére. Ms. Choksondik pár nappal később kiosztja a képeket és bejelenti, hogy valaki ismét viccet csinált a fotózásból. Azonban hamarosan kiderül, hogy nem Kenny-re, hanem Butters Stotchra gondol. Butters váltig állítja, hogy nem szándékosan grimaszolt, hanem ilyen az arca, de szülei szobafogságra ítélik és egy fejére húzott papírzacskó viselésére kényszerítik.
Hogy fokozza a tréfa hatását, Cartman a helyi tejüzemhez fordul. és tejes dobozokra rakatja rá Kenny fotóját, mint eltűnt gyereket. Hamarosan jelentkezik is egy házaspár, Martha és Stephen Thompson, akik pár éve veszítették el fiukat. Thompsonék egy fiktív betegségben, úgynevezett „személytorzós szindrómában” (röviden SZTSZ) szenvednek, ami miatt az arcuk helyén groteszk módon farpofák találhatók. 
Amikor Thompsonék meglátogatják Cartmant, hogy eltűnt fiukról érdeklődjenek, Cartman annyira megdöbben, hogy többé már semmin sem tud nevetni. Szerinte olyan vicceset látott, hogy kiégett a „viccreléje”, ezért elveszítette humorérzékét. Kétségbeesésében vicces filmeket néz meg a moziban és humorista osztálytársától, Jimmy Vulmertől is segítséget kér, de mindhiába.
Végül a tejüzem ünnepélyesen bejelenti, hogy az eltűnt fiú nem más, mint Ben Affleck, Cartman pedig ismét képes nevetni. Stan és Kyle szerint korábban azért nem tudott nevetni, mert valójában bűntudatot érzett, amiért tréfájával hamis reményt keltett a kétségbeesett Thompson házaspárban – ezt természetesen Cartman határozottan tagadja. Kennyt az epizód végén elgázolja egy motoros (akire egyébként korábban már utaltak a helyi híradóban), melyet a „betegségéből ”kigyógyult Cartman nagyon viccesnek talál.